# USS Harvey C. Barnum Jr. (DDG-124)
«Гарві Барнем» (англ. USS Harvey C. Barnum Jr. (DDG-124)) — есмінець типу «Арлі Берк» ВМС США. Названий на честь офіцера Корпусу морської піхоти США Гарві Барнема (англ. Harvey C. Barnum Jr.), нагородженого Медаллю Пошани за участь у війні у В'єтнамі.

## Історія створення
Есмінець «Гарві Барнемі»  був замовлений 3 червня 2013 року. Закладений 6 квітня 2021 року на верфі фірми Bath Iron Works.